# Kościół św. Jana Chrzciciela w Przechodzie

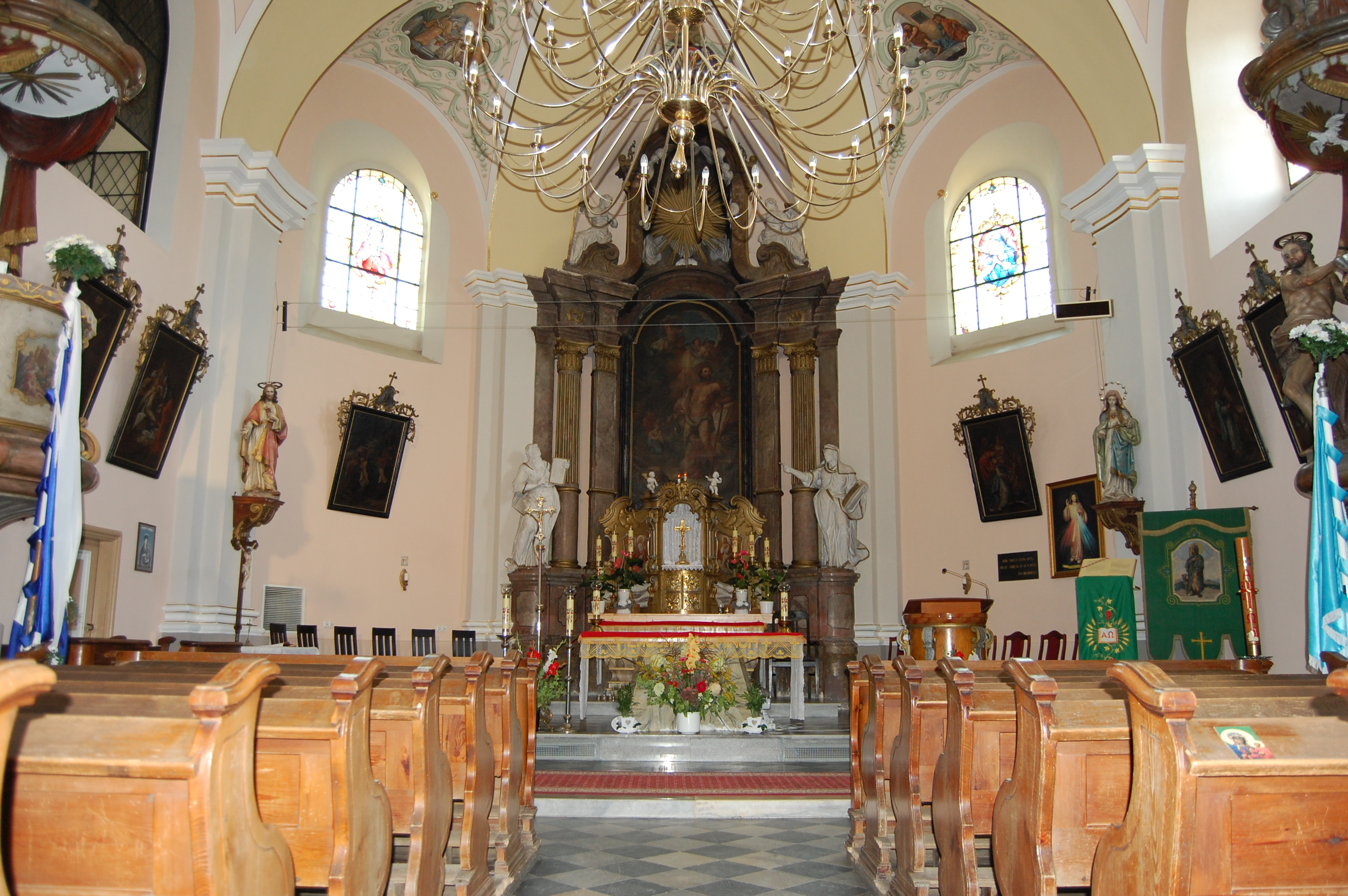
Wnętrze kościoła pw. św. Jana Chrzciciela w Przechodzie

Kościół św. Jana Chrzciciela w Przechodzie – rzymskokatolicki kościół parafialny zlokalizowany we wsi Przechód w województwie opolskim (powiat prudnicki).

## Historia i architektura
Pierwszy drewniany kościół w Przechodzie został wzniesiony około 1279 roku. Dowiadujemy się o tym ze źródeł pośrednich, informacja ta pochodzi bowiem z XVII-wiecznego przekazu, z 1779 roku, w którym mowa jest o wybudowaniu kościoła w tej miejscowości przed 400 laty. Datę budowy świątyni potwierdza również jej patrocinium (wezwanie) św. Jana Chrzciciela. Zdecydowana bowiem większość śląskich kościołów pod tym wezwaniem powstała w XII wieku, nie później jednak niż w pierwszej połowie wieku XIII.
W bezpośrednich źródłach pisanych sama miejscowość Przechód wzmiankowana jest po raz pierwszy, w sporządzonym w latach 1303–1306, spisie uposażeń diecezji wrocławskiej w archidiakonacie opolskim, znanym jako Rejestr Ujazdu (łac. Registrum Wyasdense). W latach nieco późniejszych, w jednym z dokumentów z 1333 roku, jako świadek występuje „Albert, pleban in Prechod”. O świątyni istniejącej w Przechodzie wspomina również „Die Rechnung...” – rejestr świętopietrza w archidiakonacie opolskim z 1447 roku.
Pierwszy drewniany kościół służył wiernym prawdopodobnie aż do roku 1518, kiedy to na terenie miejscowego cmentarza zbudowano nową, również drewnianą świątynię. Kościół ten był użytkowany aż do końca XVIII wieku.
Budowę obecnie istniejącej w Przechodzie świątyni zakończono w roku 1779. Jest to budowla w stylu późnobarokowym, wykonana z cegły i otynkowana. Kościół jest bardzo okazały, pięcioprzęsłowy, z trójbocznym zamknięciem od wschodu, wieżą od zachodu i z przybudówkami po bokach. Posiada trójspadowy siodłowy dach, kryty dachówką. Główny ołtarz i późnobarokowe ołtarze boczne pochodzą z roku około 1780. W świątyni są również inne ołtarze z fragmentami barokowymi oraz późnobarokowa ambona i chrzcielnica. Wyposażenia kościoła dopełniają późnobarokowe ławki z 1780 roku. Świątynia ta jest zatem jednym z nielicznych na naszym terenie kościołów, z prawie kompletnym wyposażeniem wnętrza, nie zmienionym od początku jej istnienia.

## Dzwony
Na wieży kościoła wiszą obecnie dwa dzwony: stalowy, wykonany w 1942 roku, jako dzwon zastępczy i mały dzwon z 1764 roku, który odlał Wolfgang Straub w ludwisarni w Ołomuńcu. W roku 1942, w ramach rekwizycji dzwonów na potrzeby pozyskania metali kolorowych na cele wojenne, zabrano stamtąd cztery dzwony: dzwon z 1584 roku, o średnicy 66 cm i wadze około 200 kg; sygnaturkę z XIX wieku, o średnicy 44 cm i wadze 35 kg; dzwon wykonany w 1922 roku we wrocławskiej odlewni Albert Geittner Söhne, o średnicy 76 cm i wadze 260 kg, na dzwonie był napis „O rex gloriae veni cum pace” oraz dzwon wykonany w tej samej odlewni również w 1922 roku, o średnicy 49 cm i wadze 100 kg.

## Organy
Organy wybudowała firma Biernacki w 1965 roku.
Dyspozycja instrumentu:
| Manuał I                | Manuał II               | Pedał               |
| ----------------------- | ----------------------- | ------------------- |
| 1. Pryncypał fletowy 8' | 1. Pryncypał fletowy 8' | 1. Subbas 16'       |
| 2. Salicet 8'           | 2. Vox coelestis 8'     | 2. Pryncypał bas 8' |
| 3. Bourdon 8'           | 3. Flet major 8'        | 3. Fletbas 8'       |
| 4. Rurflet 4'           | 4. Róg nocny 4'         |                     |
| 5. Oktawa 4'            | 5. Nasard 1 1/3'        |                     |
| 6. Super oktawa 2'      | 6. Cymbel 3ch.          |                     |
| 7. Mikstura 3ch.        |                         |                     |

## Otoczenie
Kościół wraz z przyległym cmentarzem otoczony jest pochodzącym z 1793 roku murem ceglanym, ozdobionym prostokątnymi płycinami. Przy kościele znajduje się również kaplica pod wezwaniem św. Łazarza, pochodząca prawdopodobnie z roku 1793. Kaplicę zbudowano na cmentarzu, w miejscu wspomnianego już drewnianego kościoła z 1518 roku.